# 节日 (电影)
《节日》（俄语：Праздник）是一部拍摄中的俄罗斯电影，黑色喜剧，阿列克谢·科拉索夫斯基导演。情节涉及第二次世界大战列宁格勒围城战时期，苏联官方的腐败行为。因此遭到俄罗斯官方的抵制和打压。